# 大口周魚
大口 周魚（おおぐち しゅうぎょ、元治元年4月7日（1864年5月12日） - 大正9年（1920年）10月13日）は、名古屋生まれの歌人、書家、古筆研究家、宮内省御歌所寄人。本名は鯛二（たいじ）、本名の「鯛」の字を分けて周魚と号した。

## 業績

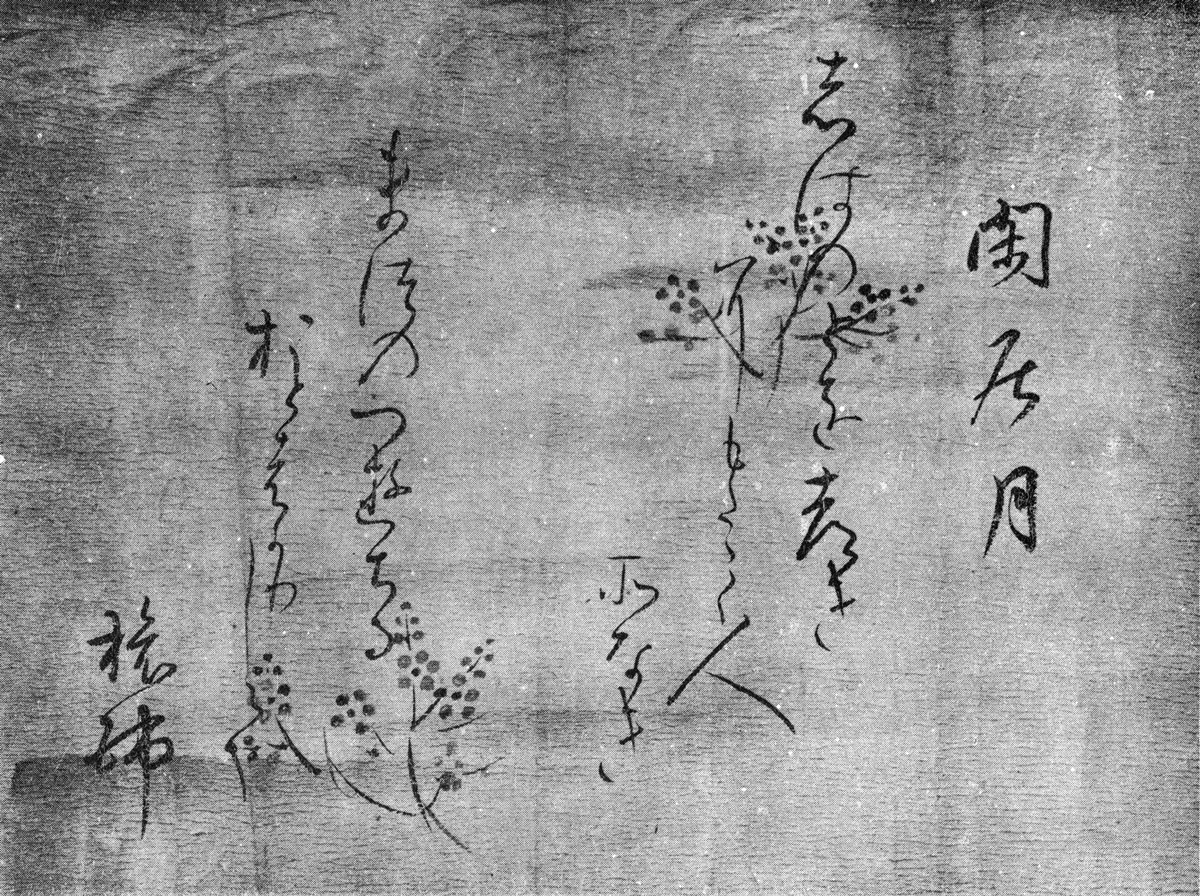
懐紙

明治から大正時代を代表する歌人であり、かな書家である。明治29年（1896年）8月、京都西本願寺の庫裡の古書の中から後奈良天皇下賜の『西本願寺本三十六人家集』を発見して世に紹介したことは、学界・書道界への一大功績であった。古筆の研究に励み、阪正臣や田中親美らと古筆やその情報を交換しあった。門弟の尾上柴舟も古筆第一主義をとり、周魚の古筆研究への貢献は甚大であった。

## 略歴
和歌は初め伊東祐命に習い、明治22年（1889年）宮内省御歌所に入ってからは所長の高崎正風に学び、明治39年（1906年）寄人となる。また「千種会」という歌の会を作り、全国に5万人の会員があったといわれる。
書は歌人だけにかな書を得意とし、行成流に学び、高野切第二種系統の書風である。御家流の盛んな時代にあって、古筆の緻密な研究成果を法書会発行の100号にわたる『書苑』誌上や『月台』などに発表した。また『西本願寺本三十六人家集』を発見した功により、西本願寺が1年ほど貸してくれたため、東京に持ち帰って模写した。
| 元治元年 | 1864年 |      | 名古屋に生まれる。                                           |
| 明治22年 | 1889年 | 25歳 | 宮内省御歌所に入所する。                                     |
| 明治23年 | 1890年 | 26歳 | 「難波津会」が結成され、上代様の研究・復興に参画する。       |
| 明治29年 | 1896年 | 32歳 | 西本願寺の庫裡の中から『西本願寺本三十六人家集』を発見する。 |
| 明治30年 | 1896年 | 32歳 | 宮内省御歌所録事（ろくじ、文書の管理などをする職）になる。   |
| 明治39年 | 1906年 | 42歳 | 寄人になる。                                                 |
| 大正5年  | 1916年 | 52歳 | 作品『道成寺のかたに』を書す。                               |
| 大正9年  | 1920年 | 56歳 | 永眠。                                                       |

## 栄典
- 1902年（明治35年）12月20日 - 正八位[1]

## 代表作
- 『遠山雪』

```
遠山雪　周魚
あまぐもの　よそのたかねも　たかどのの　まどにせまりて　ゆきぞはれたる

```

- 『春月』

```
みゆるもの　みなおぼろにて　ゆめのくに　たどるににたり　はるのよのつき
春月　周魚

```

- 『田家早梅』

```
田家早梅　周魚
うらちかき　さとはふゆこそ　なかるらし　むぎふあおみて　うめのはなさく

```

- 『道成寺のかたに』

```
ひだかがわ　かへらぬみづの　あとおひて　うらみのふちに　ちるさくらかな
道成寺のかたに　周魚

```

- 『無題』

```
ことさらに　うゑぬくさまで　花さきて　にはおもしろき　秋にはなりぬ　鯛二

```

珍しく「鯛二」と本名を署名している。自詠は本名を書くのが正式だが、自詠でも「周魚」と署名しているものが多い。
- 『寒林』

```
寒林
ゆきしろき　野ずゑのやまの　みえすぎて　くぬぎのはやし　こがらしのふく　周魚

```

- 『旅山雪』

```
旅山雪
かへりみる　やまはふぶきに　かくれけり　うれしくみちを　いそぎてぞこし　周魚

```

## 著書
- 『大口鯛二翁家集』
- 『女子習字教科書』
- 『金玉集略解』

## 師弟関係
- 高崎正風
  - 大口周魚
    - 尾上柴舟